# Floyd the Droid
Floyd the Droid (De Kapriolen) è un videogioco pubblicato nel 1986 per Commodore 64 dalla olandese Radarsoft. Si basa sul controllo di un robot impegnato nella manutenzione delle fognature di varie grandi città del mondo.
Non ha alcun collegamento con il Floyd the Droid uscito per i computer Atari.
Il protagonista (Floyd il droide) ritornò nel seguito The Big Deal, dove invece si occupa di cucina.

## Modalità di gioco
Si comincia con le fogne di Londra. Il giocatore guida Floyd, piccolo robot cilindrico sul genere di C1-P8, dentro un reticolo di tubature parallele al terreno, mostrate con visuale isometrica e scorrimento multidirezionale.
Occlusioni di sporcizia e perdite delle tubazioni devono essere trovate e sistemate. Si possono incontrare inoltre creature da combattere: ratti, alligatori, pipistrelli (che Floyd può svegliare gridando "bù!") o un criminale in fuga armato di pistola.
Quando si incontra un problema o un nemico la schermata diventa con visuale di profilo sull'azione. In caso di scontro con un nemico si può scegliere se intervenire manualmente, semiautomaticamente o automaticamente. In modalità manuale si controlla direttamente Floyd che può muoversi orizzontalmente, saltare, abbassarsi e sparare un raggio laser. Nelle altre modalità si utilizzano procedure programmate in precedenza. A seconda del nemico servono tattiche diverse, ad esempio il pipistrello è vulnerabile al laser mentre per il ratto è efficace saltargli sopra.
In ogni momento dell'esplorazione si può tornare al menù principale per vedere informazioni sullo stato delle fogne, scegliere la modalità di combattimento, vedere la mappa delle zone esplorate.
Qui si può programmare il comportamento di Floyd nelle modalità semiautomatica e automatica definendo delle procedure per ciascun tipo di avversario tramite un menù a icone. Una volta definita una procedura, composta da una sequenza di fino a 12 azioni, la si può anche testare, mostrando un'animazione di Floyd che la esegue senza nemici.